# Ines Maidre
Ines Maidre, née le 22 décembre 1958, est une organiste estonienne. Partageant sa vie entre Tallinn et Bergen, elle enseigne à l’Académie Grieg de Bergen. Elle joue principalement la musique de compositeurs estoniens et d’Europe du Nord.

## Discographie
- Anti Marguste, Organ Music
- Artur Kapp, Symphonische Werke
- Rudolf Tobias, Organ pieces
- Bells in the Organ (compilation)
- Henri Mulet et Odile Pierre, Hommage à la Cathédrale
- Cantus Nordicus (compilation de compositeurs scandinaves)
- Peeter Süda, The Complete Organ Music (Toccata Classics)